# Saint-Oyens
Saint-Oyens je obec na jihozápadě Švýcarska, v okrese Morges v kantonu Vaud. Žije zde 446 obyvatel.

## Geografie
Saint-Oyens leží v nadmořské výšce 731 m, vzdušnou čarou 15 km západně od okresního města Morges. Obec se nachází na mírně východním svahu na náhorní plošině jižně od potoka Saubrette na úpatí Jury.
Území obce o rozloze 3,0 km² pokrývá část náhorní plošiny na úpatí Jury. Území obce se rozkládá od náhorní plošiny poblíž Saint-Oyens směrem na západ přes prameny potoka Ruisseau des Rotières do údolí Prévondavaux. Toto údolí je pozůstatkem z poslední doby ledové, kdy po určitou dobu sloužilo jako kanál tající vody na okraji Rhonského ledovce. Nejvyšší bod Saint-Oyens se nachází ve výšce 865 m n. m. v lese Le Saugey na jižním svahu údolí Prévondavaux. V roce 1997 tvořila 4 % rozlohy obce zastavěná plocha, 39 % lesy a lesní porosty a 57 % zemědělství.
Saint-Oyens zahrnuje také řadu samostatných zemědělských usedlostí. Sousedními obcemi jsou Gimel, Essertines-sur-Rolle, Burtigny a Longirod.

## Historie

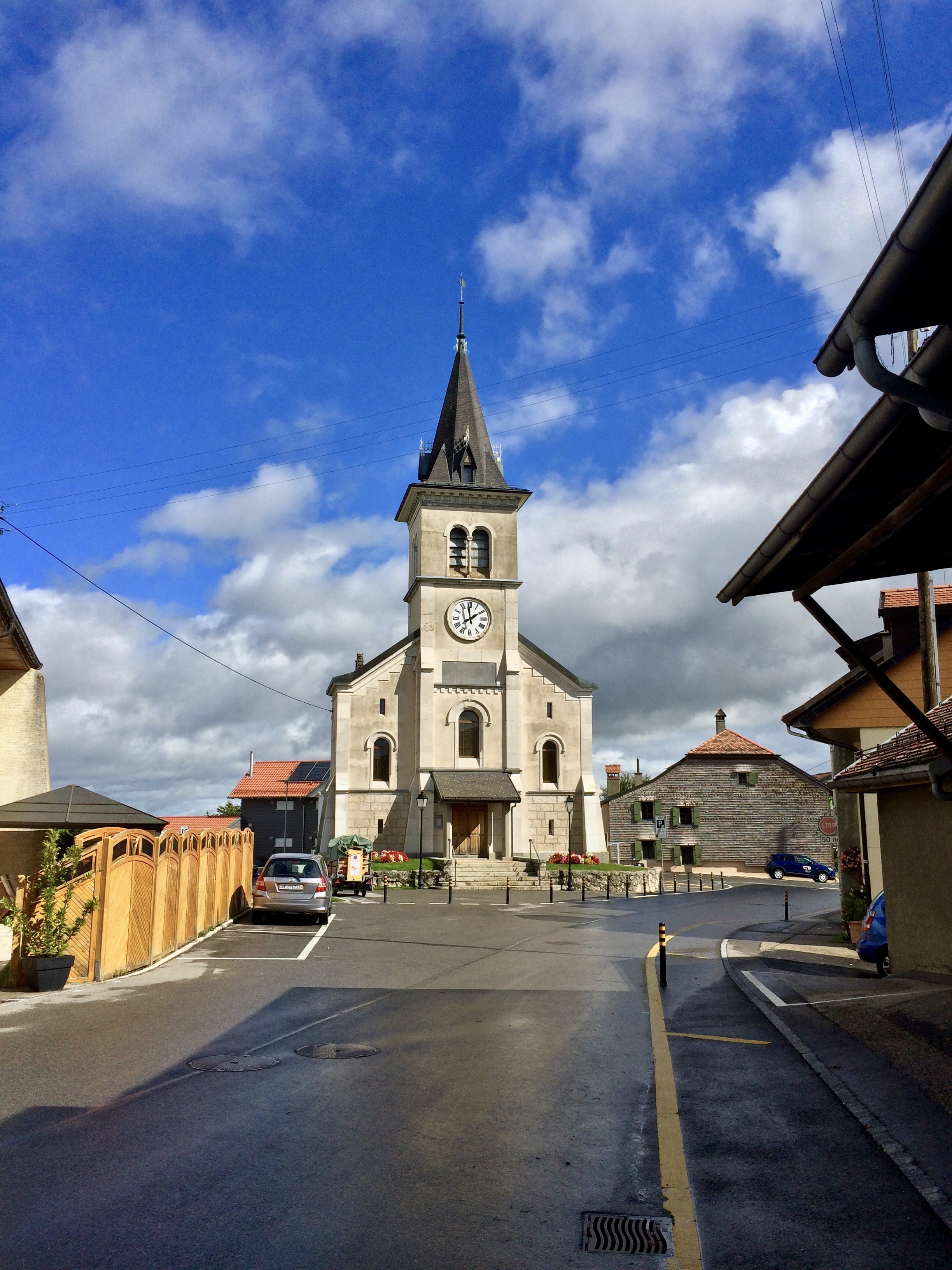
Kostel

První zmínka o obci pochází z roku 1221 a nese název Sancto Eugendo de Rotteres. Název místa pochází od svatého Oyenda (latinsky Eugendus), opata ze Saint-Oyend-de-Joux, dnes Saint-Claude ve francouzské části pohoří Jura. Mniši ze Saint-Oyend-de-Joux založili ve středověku v Saint-Oyens kapli. Vesnice se původně jmenovala Saint-Oyens-de-Rottières, aby se odlišila od stejnojmenného opatství ve Francii. Byla sídlem vazalského rodu pánů z Mont-le-Vieux (Essertines-sur-Rolle).
Po dobytí Vaudu Bernem v roce 1536 přešla obec pod správu panství Morges. Po pádu Staré konfederace patřila obec v letech 1798–1803 v období helvétského soustátí ke kantonu Léman, který byl poté po vstupu v platnost Ústavy o zprostředkování sloučen s kantonem Vaud. V roce 1798 byla obec přiřazena k okresu Morges. V roce 1857 padlo za oběť požáru mnoho domů.

## Obyvatelstvo
| Rok            | 1850 | 1900 | 1910 | 1930 | 1950 | 1960 | 1970 | 1980 | 1990 | 2000 |
| Počet obyvatel | 239  | 141  | 155  | 136  | 140  | 124  | 114  | 159  | 180  | 237  |

90,3 % obyvatel hovoří francouzsky, 3,8 % německy a 3,4 % anglicky (stav v roce 2000). V roce 1900 žilo v Saint-Oyens celkem 141 obyvatel. Poté, co do roku 1970 počet obyvatel mírně klesl na 114, došlo od té doby opět k výraznému nárůstu počtu obyvatel, který se během 30 let zdvojnásobil.

## Hospodářství
Až do druhé poloviny 20. století bylo Saint-Oyens převážně zemědělskou obcí. Zemědělství hraje důležitou roli v obživě obyvatelstva i dnes, kdy převažuje chov dobytka (zejména dojnic) nad zemědělstvím. Další pracovní místa jsou k dispozici v místních malých podnicích a ve službách. V posledních desetiletích se obec vyvinula v rezidenční obec. V důsledku toho mnoho pracujících dojíždí za prací do jiných obcí v okolí.

## Doprava
Obec se nachází mimo hlavní dopravní tahy, hlavní přístupová trasa vede z Rolle. Saint-Oyens je napojeno na síť veřejné dopravy autobusovou linkou Postbus z Rolle do Gimelu.